# Sonic & Sega All-Stars Racing
Sonic & Sega All-Stars Racing (яп. ソニック&セガオールスターレーシング Соникку Андо Сэга Ору-сута Рэсигу, «Соник и все звёзды Sega: Гонки»), в версии для Xbox 360 известная как Sonic & Sega All-Stars Racing with Banjo-Kazooie — гоночная игра с участием персонажей из игр Sonic the Hedgehog, а также персонажами компании Sega. Игра была анонсирована 28 мая 2009 года. Изначально игра вышла на пять платформ: Xbox 360, PlayStation 3, Wii, Nintendo DS и Microsoft Windows, но позже были выпущены версии для мобильных телефонов, аркадных автоматов, iPhone, iPad, Mac OS X, Android и BlackBerry.

## Геймплей
У каждого персонажа есть свой транспорт, например карт или мотоцикл. Как и в Sega Superstars Tennis, у всех героев есть уникальная способность, которую они могут использовать против соперников. Соник, например, может превращаться в Супер Соника. Бонусы и оружие можно находить на трассах.
В игре есть мультиплеер, поддерживающий до четырёх игроков на разделённом экране, а в версиях для PlayStation 3 и Xbox 360 до восьми игроков через интернет.
Игроку доступен режим гран-при, одиночные заезды и 64 миссии. При прохождении игры пользователь зарабатывает очки, которые могут быть потрачены во внутриигровом магазине на разблокирование новых персонажей, трасс и музыки.

## Персонажи
| Персонаж                  | Первое появление                |
| ------------------------- | ------------------------------- |
| Ёж Соник                  | Sonic the Hedgehog              |
| Майлз «Тейлз» Прауэр      | Sonic the Hedgehog 2            |
| Ехидна Наклз              | Sonic the Hedgehog 3            |
| Доктор Эггман             | Sonic the Hedgehog              |
| Эми Роуз                  | Sonic the Hedgehog CD           |
| Ёж Шэдоу                  | Sonic Adventure 2               |
| Кот Биг                   | Sonic Adventure                 |
| Айай                      | Super Monkey Ball               |
| Амиго                     | Samba de Amigo                  |
| Рё Хадзуки                | Shenmue                         |
| Бит                       | Jet Set Radio                   |
| Алекс Кидд                | Alex Kidd in Miracle World      |
| Билли Хатчер              | Billy Hatcher and the Giant Egg |
| Зобио и Зобико            | The House of the Dead: EX       |
| Улала                     | Space Channel 5                 |
| Джеки Брайант и Акира Юки | Virtua Fighter                  |
| Би Ди Джо                 | Crazy Taxi                      |
| Робо и Мобо               | Bonanza Bros.                   |
| Опа-Опа                   | Fantasy Zone                    |
| Чуих, ЧуБей, ЧуПи и ЧуБах | ChuChu Rocket!                  |
| Банджо и Казуи            | Banjo-Kazooie                   |
| Ryo-F                     | Shenmue                         |
| Метал Соник               | Sonic the Hedgehog CD           |
| Mii                       | Wii                             |
| Аватар                    | Xbox 360                        |
| Примечания: 1. 2. 3.      |                                 |

## Разработка игры
Sonic & Sega All-Stars Racing была разработана компанией Sumo Digital, уже имевшей опыт по созданию игр в жанре гоночных аркад по серии OutRun. Разработка игры началась после создания Sega Superstars Tennis. По словам продюсера Стива Лисетта, в раннем прототипе игры Соник не использовал машину, а передвигался с помощью своих ног, как в игре Sonic R. Доктор Эггман в качестве транспорта использовал Eggpod, Тейлз летал на своём самолёте, а Эми с самого начала использовала автомобиль. Но потом всех персонажей «посадили» на машины, мотоциклы и т. д. из-за того, что все персонажи слишком сильно отличались в размерах.

### Вырезанные персонажи
- Нодзоми Харасаки[7][8] — должна была сидеть на мотоцикле вместе с Рё Хадзуки из серии Shenmue.
- Гилиус Громоглав[7][8] — использовал в качестве транспорта куриную ножку.
- Марио[7][8] — должен был присутствовать в Wii-версии игры как эксклюзивный персонаж.
- Сэгата Сансиро[7][8] — в качестве транспорта использовал консоль Sega Saturn. Вероятно персонажа изначально планировали сделать как скачиваемый контент[7].
- ToeJam & Earl[7][8] — должен был управлять своим кораблём. Когда под давлением фанатов создатель персонажей Грег Джонсон согласился на их использование в игре, было уже слишком поздно — Sumo Digital были на одном из финальных этапов создания игры, и от включения персонажей в финальный релиз пришлось отказаться[7][8].
- Вайс из Skies of Arcadia[7][8]. Впоследствии, появился в качестве игрового персонажа в Sonic & All-Stars Racing Transformed.

## Оценки и мнения
| Сводный рейтинг       | Сводный рейтинг                                                             |
| Агрегатор             | Оценка                                                                      |
| --------------------- | --------------------------------------------------------------------------- |
| GameRankings          | 79,57 % (PS3) 79,01 % (X360) 78,65 % (Wii) 60,00 % (PC) 77,40 % (DS)        |
| Metacritic            | 77/100 (PS3) 75/100 (360) 78/100 (Wii) 65/100 (PC) 78/100 (DS) 89/100 (iOS) |
| MobyRank              | 79/100 (PS3) 80/100 (360) 80/100 (Wii) 75/100 (PC)                          |
| Иноязычные издания    |                                                                             |
| Издание               | Оценка                                                                      |
| 1UP.com               | B                                                                           |
| AllGame               | · (PC)                                                                      |
| Eurogamer             | 6/10                                                                        |
| G4                    | 3/5                                                                         |
| Game Informer         | 7,75/10                                                                     |
| GameSpot              | 8,0/10                                                                      |
| GamesRadar+           | 8/10 7/10 (DS)                                                              |
| GameTrailers          | 8/10                                                                        |
| GameZone              | 6,5/10                                                                      |
| IGN                   | 8,0/10                                                                      |
| Nintendo Power        | 8/10 (Wii) 6/10 (DS)                                                        |
| Nintendo World Report | 8/10 (Wii) 7,5/10 (DS)                                                      |
| ONM                   | 75 %                                                                        |
| OXM                   | 7,5/10                                                                      |
| TeamXbox              | 8,2/10                                                                      |
| VideoGamer            | 8/10                                                                        |
| Computer Bild Spiele  | 2,32/3 (360/PS3) 2,46/3 (Wii)                                               |
| GamesMaster           | 83 % 70 % (DS)                                                              |
| Xbox World Magazine   | 7,5/10                                                                      |
| Русскоязычные издания |                                                                             |
| Издание               | Оценка                                                                      |
| Absolute Games        | 70 %                                                                        |
| «PC Игры»             | 8,0/10                                                                      |
| PlayGround.ru         | 7,0/10                                                                      |
| StopGame.ru           | Похвально                                                                   |
| «Игромания»           | 8/10 7,5/10                                                                 |
| «ЛКИ»                 | 66 %                                                                        |
| «Страна игр»          | 7,5/10                                                                      |

Игра получила в основном позитивные оценки. GamesMaster дал игре 83 % для консольных версий и 70 % для версии DS, назвав его «лучшей Карт Игрой на Xbox 360/PlayStation 3, но не такой хорошей, как Mario Kart». Nintendo Power дал для Wii версии 8 из 10 баллов и DS версии 6 из 10. Official Nintendo Magazine оценил игру для DS и Wii версии в 75 % из 100. Computer Bild Spiele, немецкий журнал видеоигр, поставил оценку для версий Xbox 360 и PS3 2,32 из 3 баллов. Версия Wii была оценена в 2,46 из 3 баллов. GamesRadar дал для консольных версий 8 из 10 баллов, версия для DS получила 7 из 10. IGN поставил для консолей и DS версии 8,0 баллов. GameSpot также дал 8 баллов, хваля его систему управления и великолепный дизайн трасс.
От российского журнала «Страна игр» игра получила 7,5/10 баллов. Критикам понравилась хорошая графика, много превосходно оформленных трасс, хорошая подборка персонажей, интересные дополнительные миссии, но не понравилось уровень сложности, планировка трасс, мелочи для покупки в магазине, и отсутствие онлайн-мультиплеера в PC-версии.
В июле 2011 года сайт GameZone поместил Sonic & Sega All-Stars Racing на 8-е место среди лучших игр серии Sonic the Hedgehog. Это единственная игра в данном топе не являющаяся платформером. Версия игры для iOS, на премии «Best App Ever Awards» 2011 года, заняла 1 место в категории «Лучшая гоночная игра».
Всего было продано 1,07 миллиона копий игры. Общее количество установок версии для мобильных устройств составило более 16,7 миллионов (по состоянию на 2013 год).

## Сиквел
30 апреля 2012 года был анонсирован сиквел Sonic & Sega All-Stars Racing под названием Sonic & All-Stars Racing Transformed. Он был выпущен в конце 2012 года на платформы Xbox 360, PlayStation 3, Wii U и PlayStation Vita, и в конце января-начале февраля 2013 года на Microsoft Windows и Nintendo 3DS; также ожидается выход версий для iOS и Android.